# Pilica acunai
Pilica acunai là một loài ruồi trong họ Asilidae. Pilica acunai được Bromley miêu tả năm 1929. Loài này phân bố ở vùng Tân nhiệt đới.